# Ахметов, Туруспек
Туруспек Ахметов (1914 год — 4 февраля 1991 года) — бригадир малой комплексной бригады Зыряновского леспромхоза Министерства лесной, целлюлозно-бумажной и деревообрабатывающей промышленности СССР, Восточно-Казахстанская область, Казахская ССР. Герой Социалистического Труда (1966).

## Биография
Ахметов Туруспек родился в 1914 году в селе Таргын Уланского района Восточно-Казахстанской области. С 1952 года работал лесорубом в Хамирском лесопункте Зыряновского леспромхоза. В 1961 году назначен бригадиром комплексной бригады лесорубов.
Во время семилетки (1959—1965) бригада Туруспека Ахметова ежегодно перевыполняла план по заготовке леса. В 1959 году бригада заготовила 8328 кубометров древесины, в 1961 году — 9384 кубометров, в 1963 году — 9728 кубометров, в 1965 году — 11044 кубометров. За выдающиеся успехи, достигнутые в выполнении заданий семилетнего плана по развитию лесной, целлюлозно-бумажной и деревообрабатывающей промышленности удостоен звания Героя Социалистического Труда указом Президиума Верховного Совета СССР от 17 сентября 1966 года с вручением ордена Ленина и золотой медали «Серп и Молот».